# Giovanna Daffini
Giovanna Daffini est une chanteuse populaire italienne née le 22 avril 1914 à Villa Saviola, frazione de la commune de Motteggiana, dans la province de Mantoue, en Lombardie, et morte le 7 juillet 1969 à Gualtieri en Émilie-Romagne. Elle est l'une des représentantes les plus importantes de la chanson de lutte sociale prolétaire et paysanne de la deuxième partie du XXe siècle en Italie.

## Biographie
Giovanna Daffina naît à Villa Saviola, une frazione de la commune de Motteggiana dans la province de Mantoue en Lombardie, le 22 avril 1914. Elle apprend de sa mère quantité de chansons populaires. Son père, pianiste accompagnateur des films muets, écrit de la musique pour l'orchestre du village et est aussi violoniste ambulant. Giovanna apprend la guitare et donne son premier concert avec son père à l'âge de dix-sept ans. Elle commence à travailler dès l'âge de treize ans dans les rizières du Vercellese et de la Lomellina pavese, dans la plaine du Pô où elle s'imprègne des chants des mondine. Elle épouse à dix-neuf ans un violoniste originaire de Gualtieri, Vittorio Carpi, veuf et père de quatre enfants, et s'installe avec eux en Émilie-Romagne. Ancien musicien d'orchestre philharmonique il se consacre à l'accompagnement des concerts que commence à donner Giovanna avec un certain succès dans les fêtes et les banquets. Leur répertoire est composé de musique classique, légère, chansons de mondine, d'émigrants. Après la guerre pendant laquelle Giovanna Daffini a participé à la résistance, son répertoire s'enrichit des chansons prolétaires de lutte sociale. Elle n'apprend pas la théorie musicale, affirmant que ce sont son ignorance dans ce domaine et son instinct qui forgent son style. Elle a trente-huit ans lorsqu'elle s'engage dans la carrière de cantastorie (« chanteuse d'histoires »). 
En 1962, Giovanna Daffini est « découverte » par les ethnomusicologues Gianni Bosio et Roberto Leydi qui voient dans son chant « toutes les femmes de sa génération, le courage de toute une vie tirée avec les dents, coûte que coûte, la bataille menée avec optimisme et courage, pour ses enfants, pour l'existence quotidienne ». Elle intègre avec Vittorio Capri le Nuovo canzoniere italiano, association grâce à laquelle elle peut enfin se produire dans des théâtres et des lieux prestigieux.
Pour Roberto Leydi, « Giovanna Daffini a représenté en Italie septentrionale le cas unique d'une artiste capable de faire une vraie réélaboration moderne des chansons populaires apprises d'une tradition exécutive complètement différente (ex. : le chant à plusieurs voix des mondine) et originellement non liée au seul divertissement. Le tout avec des résultats dans lesquels la contamination se réalise dans une nouvelle authenticité populaire et une refonctionnalisation des chants qui avaient perdu leur fonction originelle avec la mutation des modes de vie et de travail ». Elle n'était pas toujours comprise de la jeune génération qui ne supportait pas ses « mélismes sous-jacents à la culture paysanne » et qui ne comprenait pas les raisons de son chant à tue-tête. 
Giovanna Daffini est morte à Gualtieri le 7 juillet 1969 à l'âge de cinquante-six ans.

## Discographie
- 1975 : Amore mio non piangere (I dischi del sole : DS 1063/65) Amore mio non piangere, Bella ciao, Le ultime ore e la decapitazione di Sante Caserio, La tradotta che parte da Novara, La bionda di Voghera, Il cacciatore del bosco, Marina, Sciur padrun da li beli braghi bianchi, L'amarezza delle mondine, Le carrozze son già preparate, Sacco e Vanzetti, L'uva fogarina, La morte di Anita Garibaldi

- 1967 : Una voce un paese (I dischi del sole : DS 146/48) Anche per quest'anno ragazze ci han fregato, Domani è festa non si lavora, La settimana, Addio morettin ti lascio, Saluteremo il signor padrone, O care mamme, Balli di gara, O Venezia che sei la più bella, Sento il fischio del vapore, Donna Lombarda di Gualtieri, Questa è una storia, Da "La vedova allegra", La violetera

- 1967 : Festa d'aprile / Ama chi ti ama (I dischi del sole : LR 45/4)

- 1964 : La mariuleina, Canzoni padane (I dischi del sole : DS 32) Il cacciator del bosco, La Mariuleina, L'amarezza delle mondine, Le carrozze son già preparate